# Jordi Gordillo
Jordi Gordillo Brunet (Barcelona, 16 de agosto de 1983) es un deportista español que compitió en natación adaptada. Ganó tres medallas en los Juegos Paralímpicos de Verano entre los años 2000 y 2008.

## Palmarés internacional
| Juegos Paralímpicos | Juegos Paralímpicos | Juegos Paralímpicos | Juegos Paralímpicos         |
| Año                 | Lugar               | Medalla             | Prueba                      |
| ------------------- | ------------------- | ------------------- | --------------------------- |
| 2000                | Sídney (Australia)  | Medalla de oro      | 4 × 50 m estilos (20 ptos.) |
| 2004                | Atenas (Grecia)     | Medalla de bronce   | 4 × 50 m estilos (20 ptos.) |
| 2008                | Pekín (China)       | Medalla de plata    | 4 × 50 m libre (20 ptos.)   |